# Ophiocten sericeum
Ophiocten sericeum is een slangster uit de familie Ophiuridae. De wetenschappelijke naam van de soort werd in 1852 gepubliceerd door Edward Forbes.

## Synoniemen
- Ophiocten kroeyeri Lütken, 1855[1]